# Список дипломатических миссий Ирландии

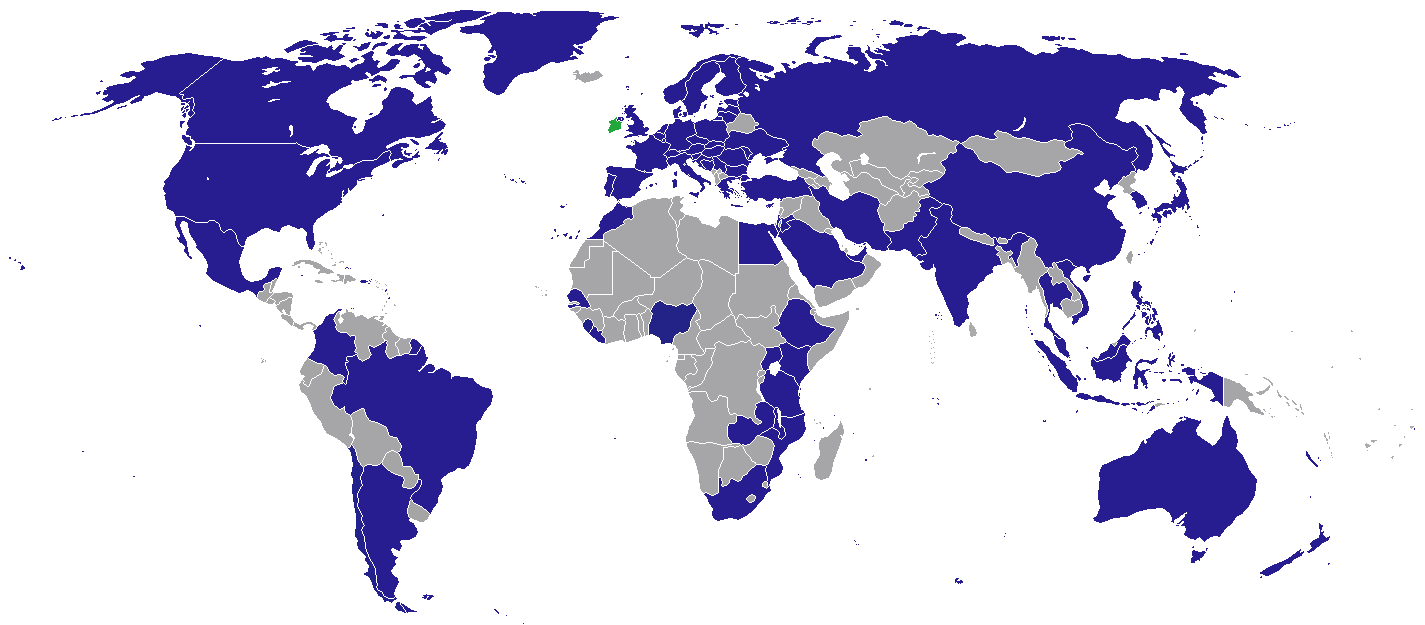

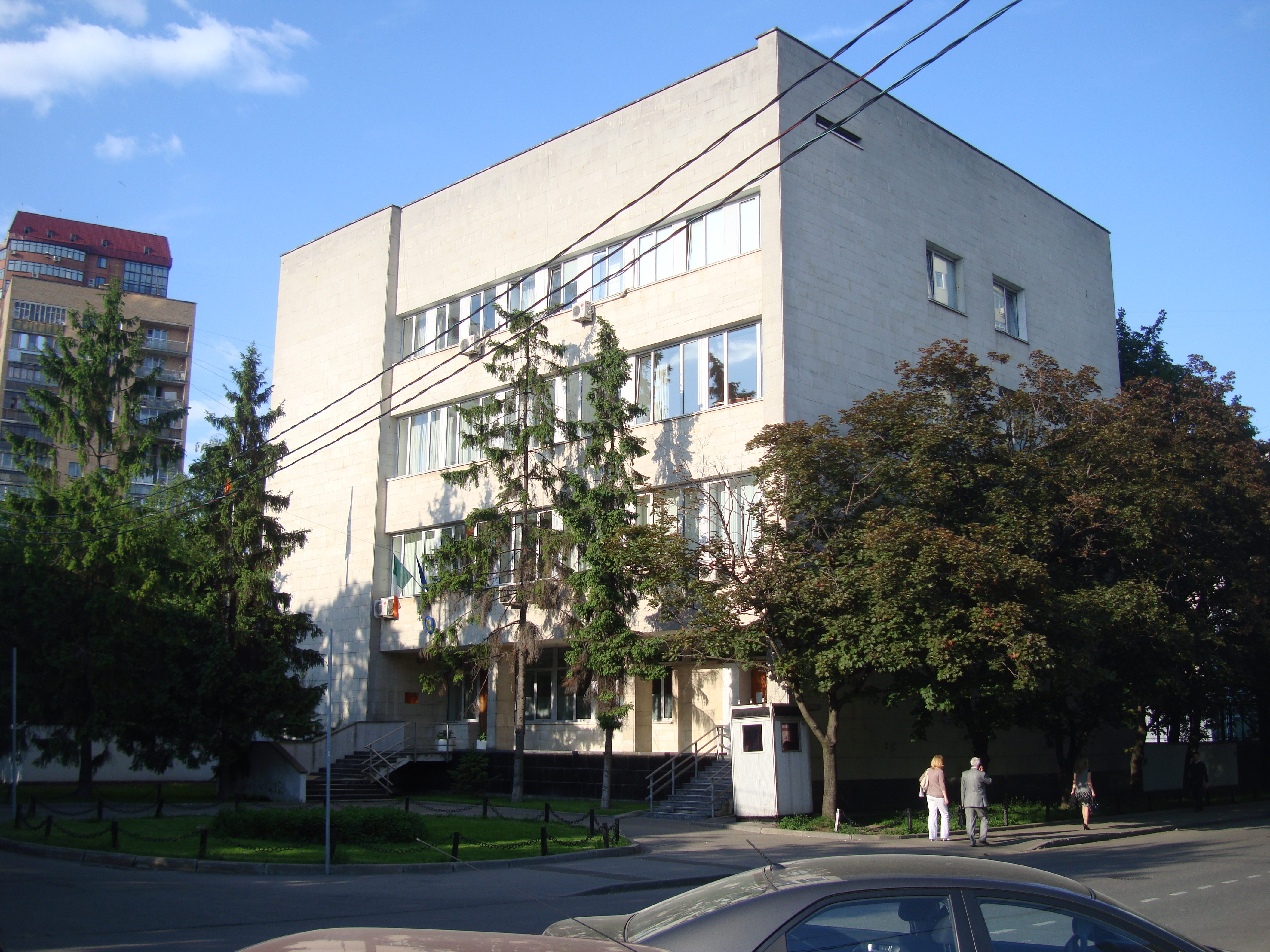
Посольство Ирландии в Москве

Список дипломатических миссий Ирландии — в настоящее время Ирландия поддерживает дипломатические отношения со 161 государством. В этих странах она имеет 74 миссии, из них 55 посольств, 8 миссий при международных организациях и 8 генеральных консульств.

## Европа
- Австрия, Вена (посольство)
- Бельгия, Брюссель (посольство)
- Болгария, София (посольство)
- Чехия, Прага (посольство)
- Кипр, Никосия (посольство)
- Дания, Копенгаген (посольство)
- Эстония, Таллин (посольство)
- Финляндия, Хельсинки (посольство)
- Франция, Париж (посольство)
- Германия, Берлин (посольство)
- Греция, Афины (посольство)
- Ватикан (посольство)
- Венгрия, Будапешт (посольство)
- Италия, Рим (посольство)
- Латвия, Рига (посольство)
- Литва, Вильнюс (посольство)
- Люксембург, Люксембург (посольство)
- Мальта, Валлетта (посольство)
- Нидерланды, Гаага (посольство)
- Норвегия, Осло (посольство)
- Польша, Варшава (посольство)
- Португалия, Лиссабон (посольство)
- Румыния, Бухарест (посольство)
- Россия, Москва (посольство)
- Словакия, Братислава (посольство)
- Словения, Любляна (посольство)
- Испания, Мадрид (посольство)
- Швеция, Стокгольм (посольство)
- Швейцария, Берн (посольство)
- Великобритания, Лондон (посольство)
  - Эдинбург (генеральное консульство)
  - Кардифф (генеральное консульство)

## Америка
- Аргентина, Буэнос-Айрес (посольство)
- Бразилия, Бразилиа (посольство)
- Канада, Оттава (посольство)
- Мексика, Мехико (посольство)
- США, Вашингтон (посольство)
  - Бостон (генеральное консульство)
  - Чикаго (генеральное консульство)
  - Нью-Йорк (генеральное консульство)
  - Сан-Франциско (генеральное консульство)

## Африка
- Египет, Каир (посольство)
- Эфиопия, Аддис-Абеба (посольство)
- Лесото, Масеру (посольство)
- Малави, Лилонгве (посольство)
- Мозамбик, Мапуту (посольство)
- Нигерия, Абуджа (посольство)
- ЮАР, Претория (посольство)
  - Кейптаун (генеральное консульство)
- Танзания, Дар-эс-Салам (посольство)
- Уганда, Кампала (посольство)
- Замбия, Лусака (посольство)

## Азия
- Китай, Пекин (посольство)
  - Шанхай (генеральное консульство)
- Индия, Нью-Дели (посольство)
- Япония, Токио (посольство)
- Южная Корея, Сеул (посольство)
- Малайзия, Куала-Лумпур (посольство)
- Сингапур (посольство)
- Восточный Тимор, Дили (представительство)
- Вьетнам, Ханой (посольство)
- Иран, Тегеран (посольство)
- Израиль, Тель-Авив (посольство)
- Государство Палестина, Рамаллах (представительство)
- Саудовская Аравия, Эр-Рияд (посольство)
- Турция, Анкара (посольство)
- ОАЭ, Абу-Даби (посольство)

## Океания
- Австралия, Канберра (посольство)
  - Сидней (генеральное консульство)

## Международные организации
- - Брюссель (постоянная миссия при ЕС)
  - Женева (постоянная миссия при учреждениях ООН)
  - Нью-Йорк (постоянная миссия при ООН)
  - Париж (постоянная миссия при ЮНЕСКО)
  - Рим (постоянная миссия при ФАО)
  - Страсбург (постоянная миссия при Совете Европы)